# سلفادور خورخي بلانكو
سلفادور خورخي بلانكو (بالإسبانية: Salvador Jorge Blanco)‏ (و. 1926 – 2010 م) هو سياسي من جمهورية الدومينيكان .

## روابط خارجية
- سلفادور خورخي بلانكو على موقع الموسوعة البريطانية (الإنجليزية)
- سلفادور خورخي بلانكو على موقع مونزينجر (الألمانية)
- سلفادور خورخي بلانكو على موقع إن إن دي بي (الإنجليزية)